# Aegidius Matthie Upsaliensis Aurelius
Aegidius Matthie Upsaliensis Aurelius (Eggert Matsson), född i Storkyrkoförsamlingen i Stockholm, död där 1648, var en svensk ämbetsman, riksdagsledamot och författare.
Eggert Matsson Aurelius var bror till Johan Matsson Aurelius, hovsekreteraren hos drottningen Maria Eleonora i Stockholm. De var söner till guldsmeden Mats Ersson i Stockholm och de tog sina namn efter faderns yrke. Han var troligen den Egidius Matthiae som 1599 skrev in vid Uppsala universitet, där han studerade geometri och aritmetik och avslutade sina studier 1601. Med säkerhet vet man att han 1601 reste utomlands för studier först i Wittenberg och Rostock, därefter från 1605 i Königsberg och senare i Braunsberg. Enligt egna uppgifter skall han under sina studier disputerat pro gradu, dock utan att promoveras. I Braunsberg kom han att studera vid den jesuitiska propagandaskolan där, ledd av Kloster-Lasse. Han skall ha under ett fyllebråk ha slagit Kloster-Lasse med en nyckelknippa i huvudet, och därför blivit arresterad. Han lyckades dock rymma från sitt fängelse, och var en tid lärare i Danzig innan han vid jesuitkollegiet i Olmütz råkade landsmän, vilka hjälpte honom till en plats som föreståndare för ett kollegiet tillhörig gård. Sedan han fått kännedom om att Karl IX befallt de svenska studenterna att återvända hem, lyckades han 1607 förhandla sig till att lämna Olmütz och tillsammans med Zackarias Anthelius återupptog han sitt kringströvande. En tid var de båda skrivare hos Axel Leijonhufvud i Rhentrakten. De båda skiljdes därefter åt och 1608-12 verkade Aurelius som informant hos en tysk adelsman. 1613 återkom han slutligen till Sverige, där han kom att på grund av sina jesuitiska kontakter. Aurelius bestod dock granskningen och utsågs till Rector scholae i Uppsala, stadsskrivare i Stockholm 1618 och riksdagsman 1621. I samband med processen mot Zackarias Anthelius och Göran Bähr arresterades Aurelius och kom på nytt att misstänkas för katolska sympatier, men släppes dock efter en tid. 1633 blev han rådman i Stockholm, kämnär 1636 och 1637 kollegant i justitiekollegiet.
Aurelius författade den första på svenska tryckta läroboken i matematik, troligen första gången utgiven 1614 (andra upplagan 1622). Han översatte även flera tyska teologiska arbeten, bland annat Then tydska theologia och Matthseus Judex' Corpusculum Idoctrinse, den senare även med finsk text.